# Brzeźna (województwo dolnośląskie)
Brzeźna (do roku 1945 niem. Birkenlache) – dawna wieś w Polsce, w województwie dolnośląskim, w powiecie zgorzeleckim, w gminie Węgliniec. Leżała nad Czerną Małą, na południe od Klikowa, przy obecnej DW296.

## Historia
Dawniej samodzielna wieś i gmina jednostkowa. Od 1945 w Polsce, gdzie ustanowiła gromadę w gminie Ruszów w powiecie zgorzeleckim w województwie wrocławskim. Przestaje występować w wykazach miejscowości po tym roku. W miejscu tym powstał na Czernej Małej zbiornik retencyjno-rekreacyjny o nazwie Zalew Klikowski.  Zalew ma powierzchnię ok. 17 ha i średnią głębokość 1,7 m.